# Robert Patrick Ellison
Robert Patrick Ellison CSSp (Dublin, 12 de fevereiro de 1942 - Banjul, 22 de fevereiro de 2024) foi um bispo católico romano irlandês de Banjul, na Gâmbia.
Robert Ellison nasceu em Blackrock, Irlanda, o caçula dos seis filhos de Charles e Agnes Ellison. Ele tem quatro irmãos e uma irmã.
Ele frequentou o Blackrock College como estudante diurno de 1954 a 1959 e depois entrou no noviciado da Congregação do Espírito Santo em Kilshane, County Tipperary. Em 1960 emitiu os primeiros votos. Ele estudou filosofia na Kimmage Manor antes de se matricular na University College Dublin, onde se formou em matemática, química e botânica. Em 1965 ele recebeu um diploma de bacharel em ciências naturais (B.Sc.).
Ele foi então prefeito no Blackrock College por um ano, onde ganhou sua primeira experiência como professor e supervisor dos alunos internos. Ele então começou a estudar teologia na Universidade Gregoriana em Roma e obteve uma licenciatura ( Sacrae Theologiae Licentiatus - STL) em dogmática. Em 1968 emitiu os votos perpétuos. Em 6 de julho de 1969, foi ordenado sacerdote em Kimmage Manor, Dublin, pelo arcebispo Charles McQuaid, CSSp.
Depois de sua ordenação foi enviado para a missão em Banjul, Gâmbia. De 1970 a 1974 foi missionário na Gâmbia e dedicou-se à pastoral educativa e paroquial. Até julho de 1971 lecionou na »St. Augustine's High School« em Banjul, desde maio de 1971 ele era administrador da Catedral Católica Romana de Banjul.
De 1972 a 1973, ele participou de palestras no Pontifício Instituto de Estudos Islâmicos (Pontificio Istituto di Studi Arabi e d'Islamistica, PISAI). De 1974 a 1980 dirigiu a Philosophy Formation House na Irlanda. De 1981 a 1984 voltou a trabalhar como missionário na Gâmbia nas áreas de educação, diálogo inter-religioso e ecumenismo.
De 1985 a 1991 foi Superior do Distrito Espiritano da Gâmbia, de 1991 a 1993 professor do Instituto de St. Anselm em Kent, Inglaterra e de 1993 a 1999 diretor do Gambia Pastoral Institute (GPI) em Banjul. Desde 1999 é Secretário Geral da Congregação Espiritana em Roma.
Ele foi nomeado Bispo de Banjul em 25 de fevereiro de 2006, sucedendo Michael J. Cleary, que apresentou sua renúncia após exceder o limite de idade, e foi ordenado pelo Bispo Cleary em 14 de maio de 2006. Ellison foi o quinto bispo de Banjul, todos da Congregação Espiritana.

## Morte
Robert morreu no dia 22 de janeiro de 2024 aos 86 anos.